# Georg Audenrieth
Georg Audenrieth (20 de julho de 1917 - 15 de janeiro de 1999) foi um oficial alemão que serviu na  durante a Segunda Guerra Mundial. Foi condecorado com a Cruz de Cavaleiro da Cruz de Ferro.